# Jamontowicze
Jamontowicze – ród kniaziowski (książęcy) pochodzenia litewskiego, który wziął swoje nazwisko od protoplasty – kniazia Jamonta Tułuntowicza (który na chrzcie przyjął imię Wasyl), wygasły w linii męskiej w 1540 r. na Semenie (prawnuku Jamonta).
Jamontowicze mieli podobno wspólne pochodzenie z kniaziami Holszańskimi, Giedroyciami i Świrskimi – mieli pochodzić od władców litewskich panujących na Litwie przed Giedyminem. Pisali się również Podbereskimi od znajdującej się w ich posiadaniu Podberezy.
Siostrą ostatniego znanego przedstawiciela tego rodu była niejaka Julianna, która wyszła za mąż za Jacka Seńkowicza z rodu Pstruch vel Pstrucki. Jej dwaj synowie: Hrehory i Iwan byli przodkami dwóch znanych rodzin – odpowiednio: Podbereskich i Strzeżowskich herbu Gozdawa. Przedstawiciele tej pierwszej rościli sobie swego czasu pretensje do tytułu kniaziów i zamku Druck.